# Diomede (hija de Juto)
En la mitología griega Diomede (Διομήδη), de «encantadora figura», era una hija de Juto y Creúsa. Se desposó con Deyoneo, rey de la Fócide, con el que engendró una hija, Asterodía y además cuatro hijos, Céfalo, Áctor, Éneto y Fílaco.